# Studebaker Avanti
La Studebaker Avanti est un coupé de luxe fabriqué et commercialisé par Studebaker Corporation entre juin 1962 et décembre 1963. Le constructeur présentait l'Avanti comme « La seule voiture de série américaine à hautes performances pour quatre passagers ».
Décrite comme « l'une des plus importantes étapes de l'industrie d'après-guerre », la voiture offrait une combinaison de sécurité et de performance. L'Avanti établit ou battit 34 records de vitesse sur le lac salé de Bonneville.
À la fin de la production du modèle par Studebaker, une série de véhicules furent fabriqués et commercialisés par cinq propriétaires successifs ayant racheté les droits et l'outillage de l'Avanti.

## Conception et développement

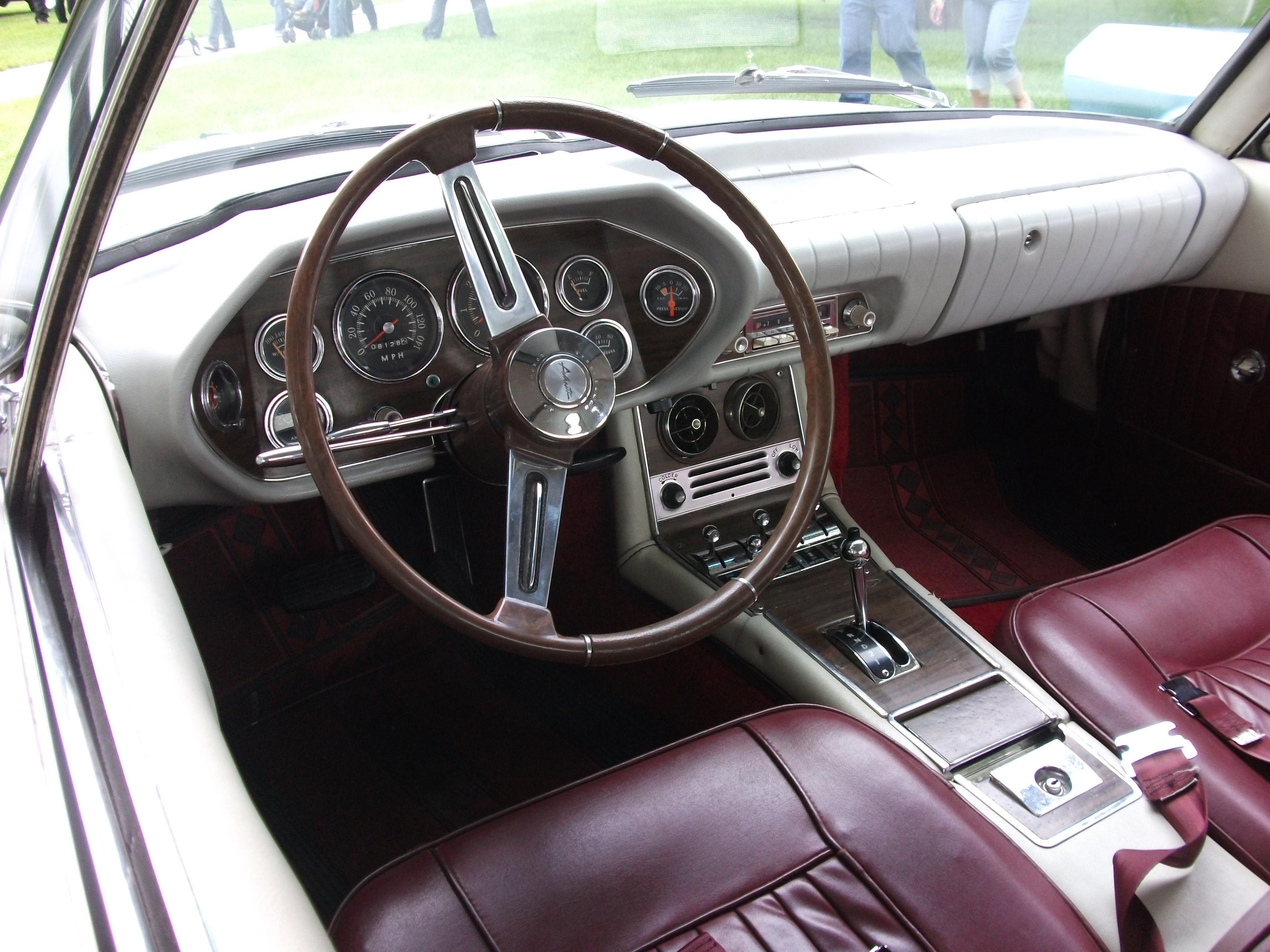
Intérieur Studebaker Avanti 1964.

Au début des années 1960, Studebaker avait besoin de quelque chose d'excitant à montrer au salon de l'automobile mais, compte tenu de sa situation économique précaire, elle avait peu de capital à investir dans le développement d'une nouvelle voiture. L'Avanti fut élaborée sous la direction du président de Studebaker, Sherwood Egbert. « Le design de la voiture est le résultat de dessins d'Egbert "griffonnés" dans un avion à réaction lors d'un vol vers l'ouest depuis Chicago, 37 jours après être devenu président de Studebaker en février 1961 ». Conçue par l'équipe de Raymond Loewy, Tom Kellogg, Bob Andrews, et Jean Ebstein en 40 jours après le début du programme, l'Avanti présentait un concept radical de carrosserie en fibre de verre montée sur un châssis modifié de Studebaker Lark Daytona convertible de 109 pouces et motorisé par un moteur Hawk 289ci modifié.
Le design classique de l'Avanti trouve son origine lors d'une intense session de travail de cinq semaines dans une maison louée à Palm Springs, située à proximité de la résidence du chef du design Raymond Loewy. En huit jours, les stylistes terminèrent un « modèle en argile à l'échelle avec deux faces différentes : le premier était une voiture de sport deux places, l'autre un coupé GT quatre places ». Tom Kellogg, jeune styliste californien engagé pour ce projet par Loewy, « estima qu'il devrait être un coupé quatre places ». « Loewy imagina un coupé semi-fastback à capot long/court avec un nez sans grillage et une courbure de guêpe aux ailes arrière, suggérant un avion supersonique ».

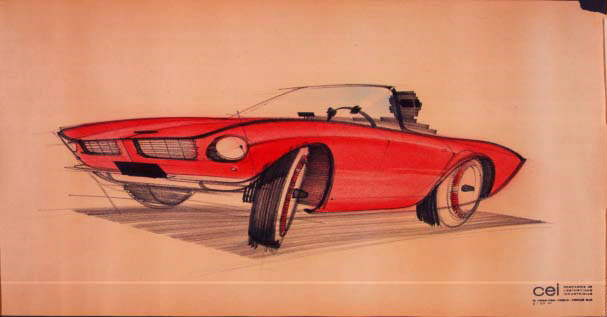
Dessin conceptuel de l'Avanti par Raymond Loewy.

La forme complexe de la carrosserie de l'Avanti « aurait été à la fois difficile et trop coûteuse à construire en acier », Studebaker choisit donc d'utiliser des panneaux en matière plastique moulée renforcée de fibre (fibre de verre). Ce travail de la fibre moulée pour la carrosserie fut externalisé chez Molded Fiberglass Body (MPG) à Ashtabula, Ohio, entreprise qui avait produit les panneaux de la Chevrolet Corvette depuis 1953.
L'Avanti était équipée de freins à disque à l'avant conçus par le britannique Dunlop et fabriqués sous licence par Bendix, «le premier modèle de production américain à les offrir». C'était également un des premiers véhicule où l'air passait sous l'avant du véhicule plutôt que par une grille de calandre conventionnelle, une caractéristique beaucoup plus commune depuis les années 1980. Un compresseur volumétrique Paxton était proposé en option.

## Motorisations, prototypes et records
Quand il apparut en 1951, le moteur V8 Studebaker de 3,8 litres produisait seulement 120 chevaux. En 1963 il fut modifié et l'Avanti de base R-1 de 4,7 litres produisait 240 ch. La version en option R-2 recevait un compresseur volumétrique Paxton Mc Culloch qui faisait monter la puissance à 289 chevaux (soit un cheval par pouce cube).
Pour remettre les performances du moteur Studebaker en perspective, le Ford V8 4,7 l (utilisé depuis 1965-1967 dans la Mustang) produisait 210 chevaux avec un carburateur à double corps et 220 chevaux avec un carburateur 4 corps. Même le bloc Ford à haute compression "K-Code" était moins puissant. Le V8 Studebaker « Jet Thrust » fut significativement plus puissant que tout autre moteur de 4,7 l offert par Ford jusqu'en 1967 (en 1968 Ford commença à utiliser un nouveau moteur de 4,9 litres).
Studebaker utilisa pour la première fois des compresseurs Paxton en 1957 puis Studebaker et Packard Hawks rachetèrent la société en 1958. Avec l'aide de la légende du sport automobile Andy Granatelli, Studebaker développa le moteur R-3 pour l'Avanti. Le premier R-3 était un 4,7 litres initialement conçu pour être un 4,9 litres, il passa plus tard à 4,99 l, juste en dessous de la limite des véhicules de la classe C. Le moteur R-3 utilisait des culasses spéciales avec des orifices d'admission agrandis, de grosses soupapes pour améliorer le remplissage, plusieurs soupapes d'échappement, un arbre à cames à hautes levées et un compresseur Paxton soufflant à travers un carburateur AFB à quatre corps monté dans un boîtier en aluminium pressurisé. Le R-3 fut évalué à 335 chevaux, bien que des mesures aient donné jusqu'à 400 chevaux.
En 1961 fut créé un prototype d'usine à partir de fibre de verre posée à la main par le département d'ingénierie. Les panneaux de carrosserie furent moulés à partir du modèle d'argile du Studio de design de Studebaker à South Bend. La voiture reçut un numéro de série expérimental (EX2942).
Beaucoup de caractéristiques étaient uniques sur ce prototype. En plus du tissu posé à la main, il n'y avait pas de rembourrage sur le tableau de bord, l'espace dédié à la boîte à gants était juste gravé et le rétroviseur intérieur était monté sur le tableau de bord. Les feux arrière étaient factices, faits en aluminium avec anodisation rouge à l'emplacement où la lentille serait posée sur les modèles de production. Les vitres des portes avaient des «nageoires» montées sur la carrosserie qui se rabattaient sur la fenêtre comme la Golden Hawk de 1957. La voiture n'avait pas de moteur ni de transmission, un moteur R-2 fut installé plus tard quand le prototype fut mis en service pour les essais. Ce prototype apparaissait dans les tests de freinage de l'Avanti dans la brochure des revendeurs avec Andy Granatelli au volant.
Plus tard en 1962, l'EX2942 fut expédié à Paxton Products. Les frères Granatelli modifièrent un moteur de 4,7 l standard par allongement de la course de 1,52 mm créant un moteur R-3 de développement de 4,9 l avec lequel ils battirent 29 records de vitesse terrestre sur les Salt Flats de Bonneville. L'EX2942 atteignit la vitesse de 270,76 km/h. Cet exploit fut documenté dans le film d'usine "Bonneville Record Breaker" et une bannière fut distribuée aux revendeurs pour être affichée dans leurs salles d'exposition, cela permit à Studebaker de se proclamer fièrement comme le fabricant de la voiture de série la plus rapide du monde. En plus d'être rapide, l'Avanti conduisit l'industrie automobile américaine à utiliser des freins à disques à l'avant.
En 1963, Andy Granatelli développa une version non produite du moteur V8 Studebaker, le R-5 expérimental. Ce moteur était un R-3 modifié avec un système d'injection de carburant directement issu de l'industrie aéronautique et équipé de deux compresseurs Paxton montés sur chaque banc de cylindres. Ce moteur devait produire 575 chevaux avec un taux de compression de 8,75 : 1. Bill Dredge, présent lors des essais effectués au banc, déclara que le moteur, selon ses propres mots, produisit un « énorme 638 ch ». Tout un exploit en 1963. Les compresseurs étaient modifiés avec un évent extérieur entre les turbines et un système de lubrification à carter sec d'une capacité de 2 litres avec refroidisseur fut fabriqué pour chaque compresseur. Ces refroidisseurs étaient montés dans la zone où les feux de stationnement étaient normalement installés. La voiture reçut également un essieu arrière Halibrand Quick Change et un pack de parachute pour la décélération. La suspension avant fut optimisée avec une configuration de course spéciale, comprenant plusieurs bras de suspension supérieurs et inférieurs et des roulements de roue plus grands ce qui changea la géométrie avant qui n'avait plus rien à voir avec celle de la voiture de série. Cette Avanti spéciale (EX2942) "Due Cento" (littéralement « Deux Cents » en italien), devait permettre à Granatelli de passer les 320 km/h. Malheureusement la voiture rencontra des problèmes de propulsion durant la course à Bonneville, atteignant une vitesse de pointe de 316,43 km/h. La R-5 n'est jamais revenue pour participer officiellement.

## Lancement et production

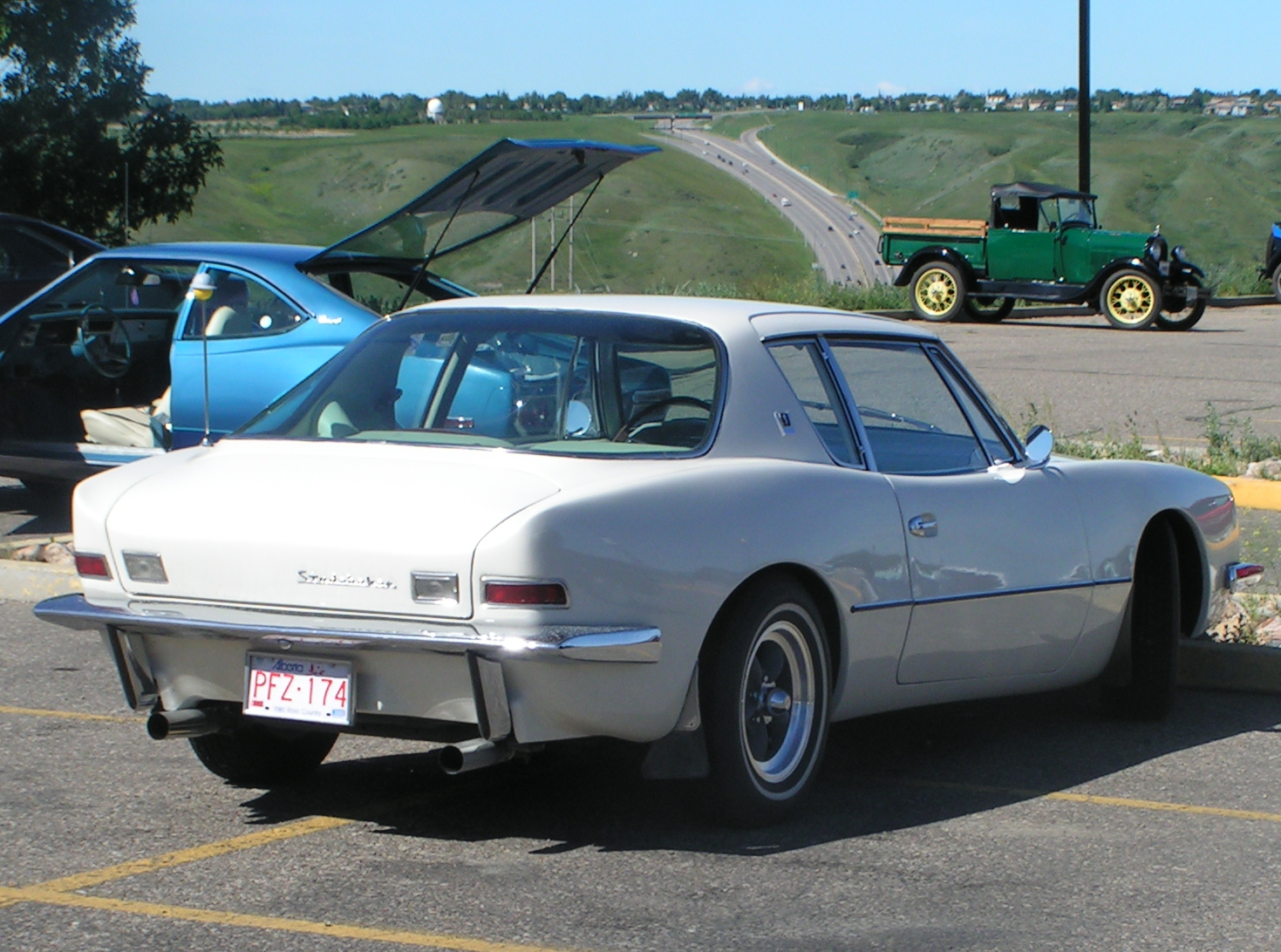
Vue arrière d'une Avanti.

"L'Avanti fut présentée officiellement au public le 26 avril 1962 simultanément à New York, pour le salon International de l'Automobile et à l'assemblée annuelle des actionnaires." Rodger Ward, vainqueur des 500 miles d'Indianapolis 1962, reçu une Studebaker Avanti dans le cadre de son prix, "devenant ainsi le premier propriétaire privé d'une Avanti". Cette année-là, une Studebaker Lark cabriolet était le safety car officiel d'Indianapolis et l'Avanti, safety car d'honneur.
En décembre 1962, le Los Angeles Times rapportait : "Le lancement des activités de carrosserie en fibre de verre de Studebaker vise à augmenter la production de l'Avanti". De nombreux problèmes de production concernant le fournisseur, l'ajustement et la finition entraînèrent des retards et des annulations de commandes.
Egbert prévoyait de vendre 20 000 Avantis en 1962, mais ne put en construire que 1 200.
L'Avanti fut fortement promue et beaucoup d'acheteurs enthousiastes firent des offres anticipées. Cependant, les longs délais de production eurent une incidence négative sur les ventes. Le retard dans la production de l'Avanti était dû à l'alignement de certains panneaux en fibre de verre et l'ouverture de la fenêtre arrière très grande. Ces difficultés surprirent les cadres de Studebaker car les pièces de la carrosserie avaient été confiés à une société spécialisée dans la production de fibre de verre, la même société qui avait fabriqué les pièces de la Chevrolet Corvette depuis 1953. Pour résoudre ces problèmes, Studebaker dut assembler elle-même les pièces, mais c'était trop tard et beaucoup de ventes avaient été perdues.

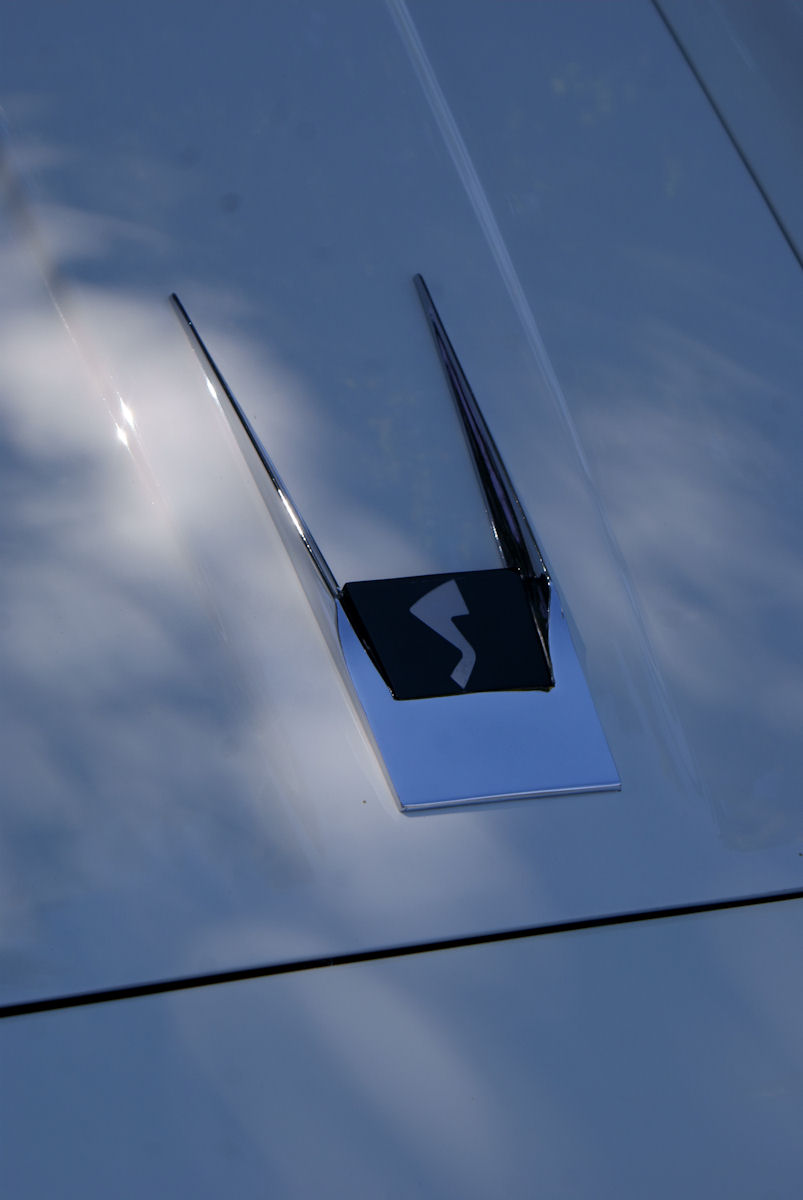
Emblème sur le capot d'une Avanti.

Au lieu de sortir de nouveaux modèles d'Avanti chaque année, Studebaker fit des changements constants jusqu'à la fin de la production officielle du véhicule. En général, la façon la plus simple de différencier les premières éditions des dernières est la forme des phares. Toutes les Avanti produites de juin 1962 à juillet 1963 avaient des phares ronds. En août 1963, ils furent changés pour des phares carrés. Cependant, au tout début de 1964, quelques modèles furent à nouveau fabriqués avec des phares ronds.
En décembre 1963, Studebaker annonça la fin de la production à South Bend et la relocalisation de toute la fabrication Studebaker à Hamilton, Ontario, son usine au Canada. À ce stade, l'entreprise abandonna les modèles Avanti, Gran Turismo Hawk, tous les pick-ups et les camions pour ne plus produire que des berlines, coupés et fourgonnettes. Après la fermeture de l'usine Studebaker le 20 décembre 1963, Competition Press écrivit : "Les Avanti ne seront plus fabriquées et contrairement aux bruits selon lesquels il y a des milliers de carrosseries prenant la poussière dans les entrepôts de South Bend, il reste seulement cinq Avanti chez Studebaker. Les vendeurs en ont à peu près 2.500 et 1.600 ont été vendus depuis son introduction." Cela contrastait avec Chevrolet qui avait produit 23 631 Corvette en 1963. Selon le livre My Father The Car de Stu Chapman, chef de Service Publicité et des Relations Publiques de Studebaker Corporation au Canada, Studebaker envisagea sérieusement la ré-introduction de l'Avanti dans les salles d'exposition Studebaker en 1965/66 après que la production ait repris en 1965 via Altman & Newman.
Seulement 4 643 Avanti avaient été assemblées lorsque Studebaker ferma l'usine de South Bend.
Les employés de Studebaker signèrent et cachèrent une lettre sous le tapis près de la roue de secours dans la dernière Avanti produite (une R-3 blanche avec toutes les options) avertissant le futur propriétaire de la valeur du véhicule.
Studebaker survécut quelques années supplémentaires en assemblant des Commander, Daytona et Cruiser équipés de moteurs canadiens McKinnon (GM), mais sa renommée avait diminué.

## AvantiIIet productions successives

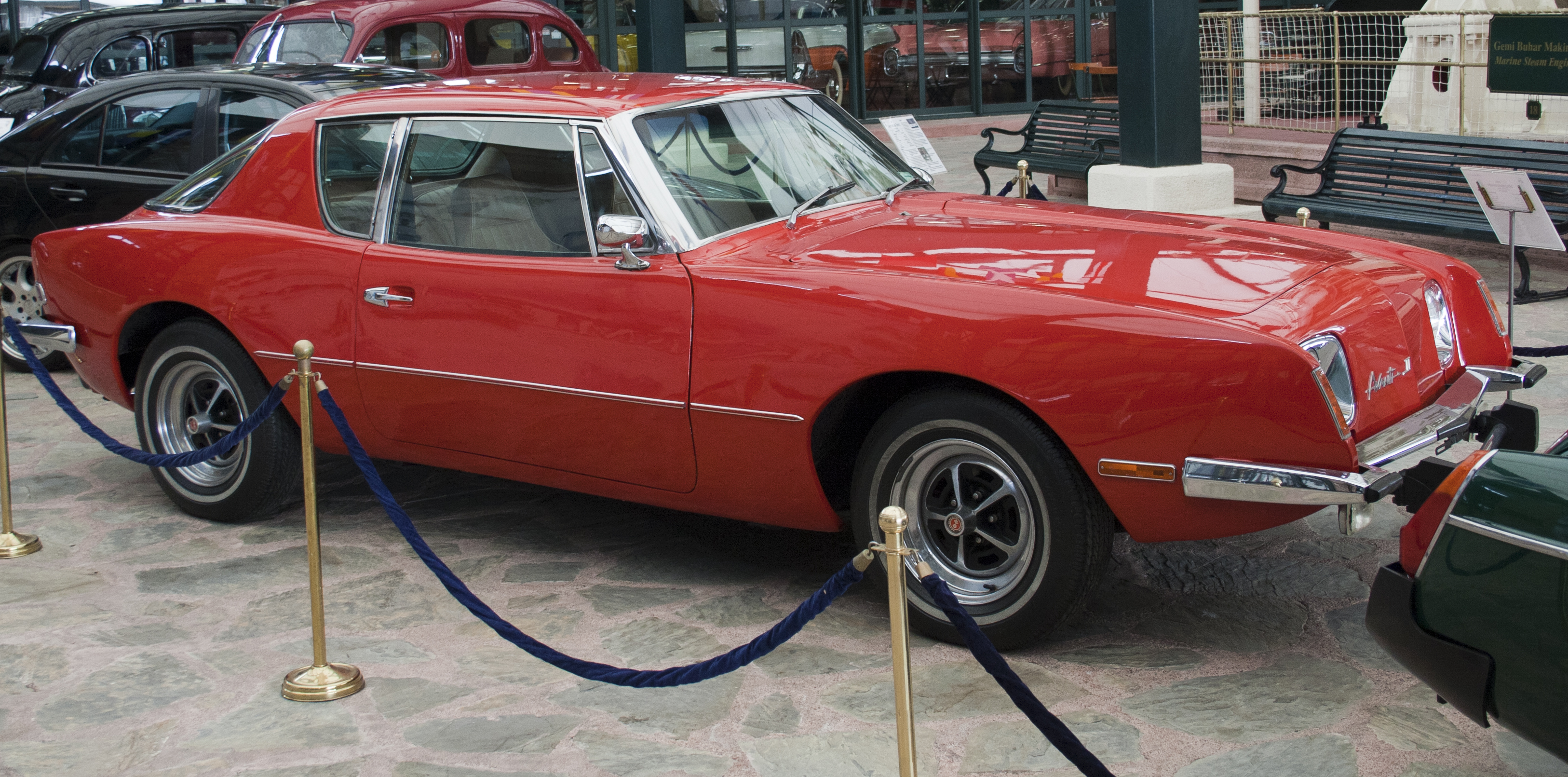
de 1976 au Rahmi Museum of Transportation.

Après l'arrêt de la production officielle, deux vendeurs Studebaker-Packard de South Bend, Nate Altman et Leo Newman, rachetèrent le nom Avanti, les moules de la carrosserie, les pièces restantes, l'outillage, des accessoires et une partie de l'usine de South Bend pour continuer à fabriquer l'Avanti. Altman et Newman négocièrent dans un premier temps la reprise de la production avec Checker Motors, fabricant de l'emblématique Checker Marathon et des fameux taxis new-yorkais. Cependant, le président de Checker, David Markin, déclara publiquement que sa compagnie n'était pas intéressée par la construction d'une «voiture laide» comme l'Avanti.

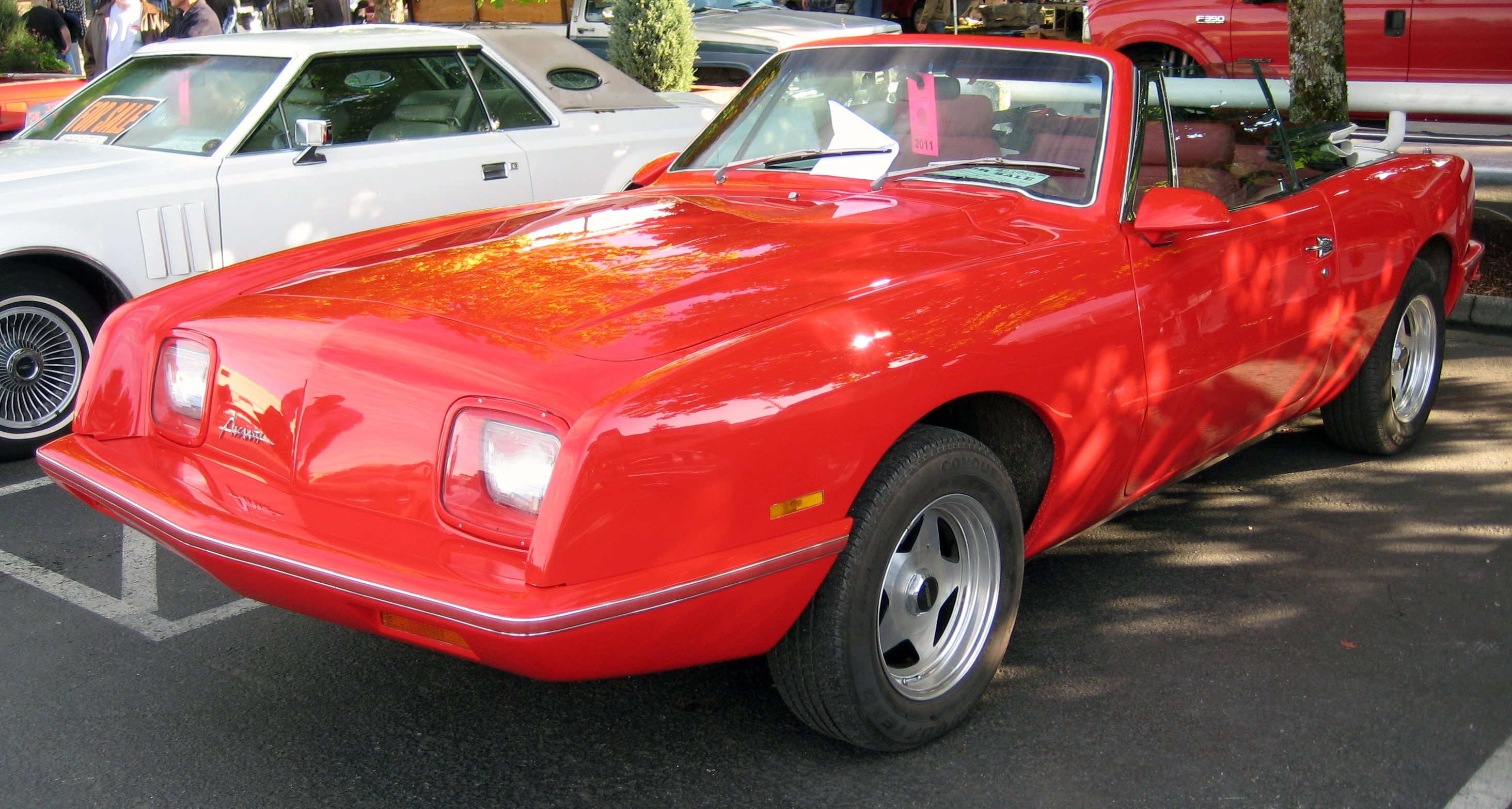
convertible 1989.

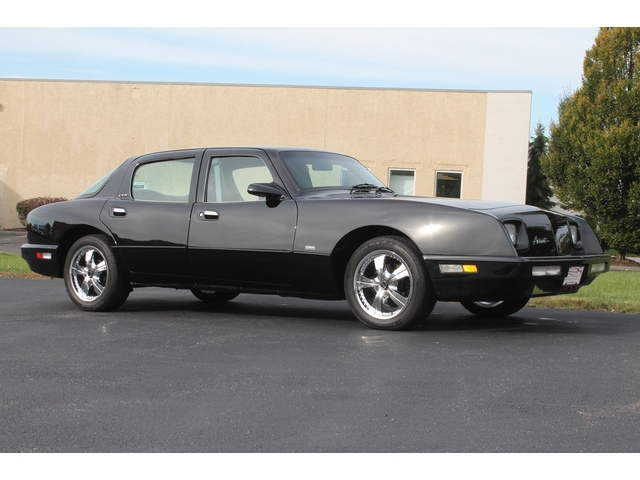
Luxury Touring Sedan 1991.

Ces Avanti, connues sous le nom d'Avanti II, avaient un moteur Chevrolet Corvette 327ci (5,4 litres) et étaient assemblées à la main en très petite quantité. Le moteur des Avanti II évolua, passant de 327ci (5,4 litres) à 350ci (5,75 litres), puis à 400ci (6,55 litres) et finalement à 305ci (5,0 litres). Jusqu'en 1986, toutes les Avanti II étaient construites sur des châssis Studebaker mais ceux-ci ne répondaient alors plus aux normes de sécurité. 
Le 1er octobre 1982, le promoteur immobilier Stephen H. Blake racheta les droits de l'Avanti II. Il fit quelques mises à jour du véhicule, dont les plus notables étaient le changement des plastiques, l'ajout de pare-chocs intégrés et la refonte du tableau de bord et de l'intérieur (introduits dans une édition limitée "vingtième anniversaire" et poursuivis dans les éditions ultérieures). Le «II» fut retiré du nom mais la voiture était toujours sensiblement la même malgré ces changements. Blake présenta également un cabriolet (convertible).
En 1986 la société de Blake se déclara en faillite et fut rachetée par Michael E. Kelly qui fit progressivement déménager la production à Youngstown, Ohio.
Ces modèles étaient basés sur une plate-forme G de General Motors, celle de la Chevrolet Monte-Carlo, en 1987 et 1988. 
En septembre 1988, Kelly vendit sa part des actions de la société à un grand investisseur, John J. Cafaro, un constructeur de centres commerciaux de Youngstown. La production diminua avec la disparition de la plate-forme G Chevrolet et se concentra sur un modèle à quatre portes appelé «Luxury Touring Sedan», basé sur le châssis de la Chevrolet Caprice avant de stopper en 1991.
En 1997, à la demande de Jim Bantig, une deuxième génération de voitures Avanti fut conçue par Tom Kellogg, un membre de l'équipe originale de Raymond Loewy responsable du design. Cette voiture était basée sur la plate-forme F Chevrolet Camaro/Pontiac Firebird de General Motors. Malheureusement, Tom Kellogg fut gravement blessé dans un accident de la route à Long Island (New York) en conduisant une voiture de sport Acura et mourut peu de temps après à Newport Beach, Orange County, Californie, le 14 août 2003.
Ce modèle fut finalement mis en production en 2001 par John Seaton et Michael Kelly puis par ce dernier seul dans une nouvelle usine à Villa Rica (Georgie).
En 2005, le châssis General Motors F n'étant plus produit à son tour, il fut remplacé par celui de la Ford Mustang.
En 2006, la production fut transférée dans une nouvelle usine à Cancun (Mexique) où Michael E. Kelly avait basé ses autres activités mais, à la suite de son arrestation par le FBI le 22 décembre 2006, toute activité cessa définitivement le 16 mars 2007.

## Reproductions en modèles réduits
La société AMT réalisa une maquette de l'Avanti à l'échelle 1:25. Le kit permettait de choisir les phares ronds ou carrés, des roues « magnésium », les pièces interchangeables de la carrosserie et trois options de moteur (carburateur, simple compresseur ou double suralimentation). Le kit comprenait également un volant, les portes et le capot fonctionnels. Plusieurs séries ont été fabriquées.
Aurora Plastics a également fabriqué un modèle à l'échelle 1:25 de l'Avanti. Les proportions avaient des imperfections et l'apparence générale était très cubique, mais le niveau de détail était comparable au modèle AMT. Aucun moteur ou accessoire de quelque sorte n'était disponible.
Depuis 2009, la société Hot Wheels fabrique la reproduction de l'Avanti dans une large gamme de couleurs, et dans un haut niveau de finitions et de détails. La société Micro Machines a également réalisé des reproductions en très petites tailles et en différentes couleurs, qui peuvent être achetées sur Ebay pour des sommes comprises entre 5 et 7 dollars; un peu plus que des reproductions anonymes qui coûtent environ 25 cents.
Après un modèle approximatif de la marque Americana, Franklin Mint a fabriqué des modèles à l'échelle 1:43 qui ont connu un grand succès commercial. Ces répliques étaient très précises en ce qui concerne la forme et l'échelle. Les portes et le capot pouvaient être ouverts et les détails du moteur étaient reproduits de façon très méticuleuse.
Anguplas, un fabricant de Barcelone, Espagne, a lancé en 1962 une miniature à l'échelle 1:86. Après la faillite de la société en 1966, les moules ont été acquis par Eko, une autre société basée à Barcelone, qui, avec quelques modifications, a commencé à fabriquer le modèle au début des années 1970.

## Préservation
L'Avanti Owners Association International (AOAI) est une association active avec près de 2 000 membres à travers le monde qui se rencontrent chaque année dans différentes villes des États-Unis et en Suisse. Les membres de cette association à but non lucratif reçoivent une publication trimestrielle en couleurs, Avanti Magazine, et ce depuis la création de l'association en 1965.

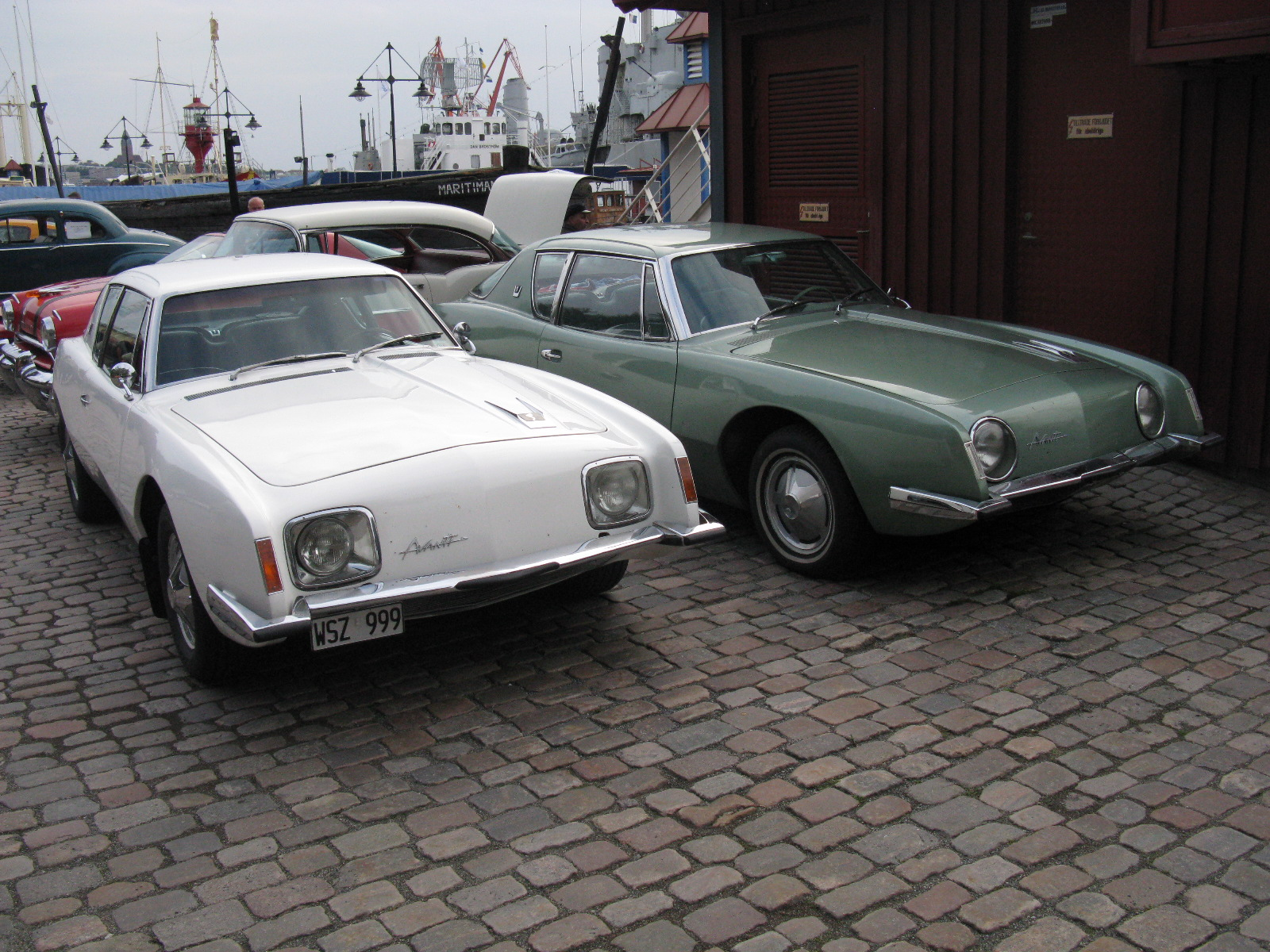
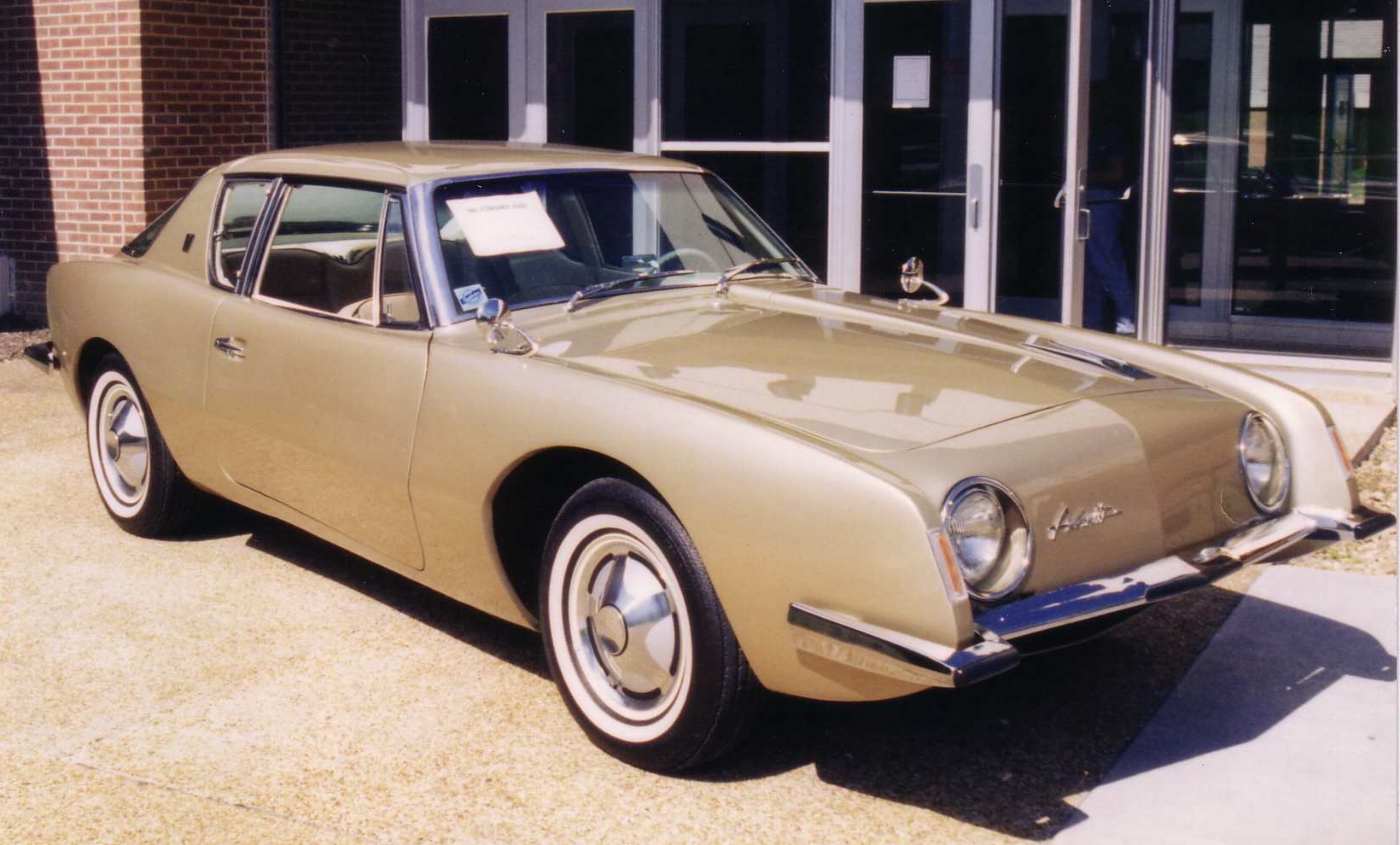
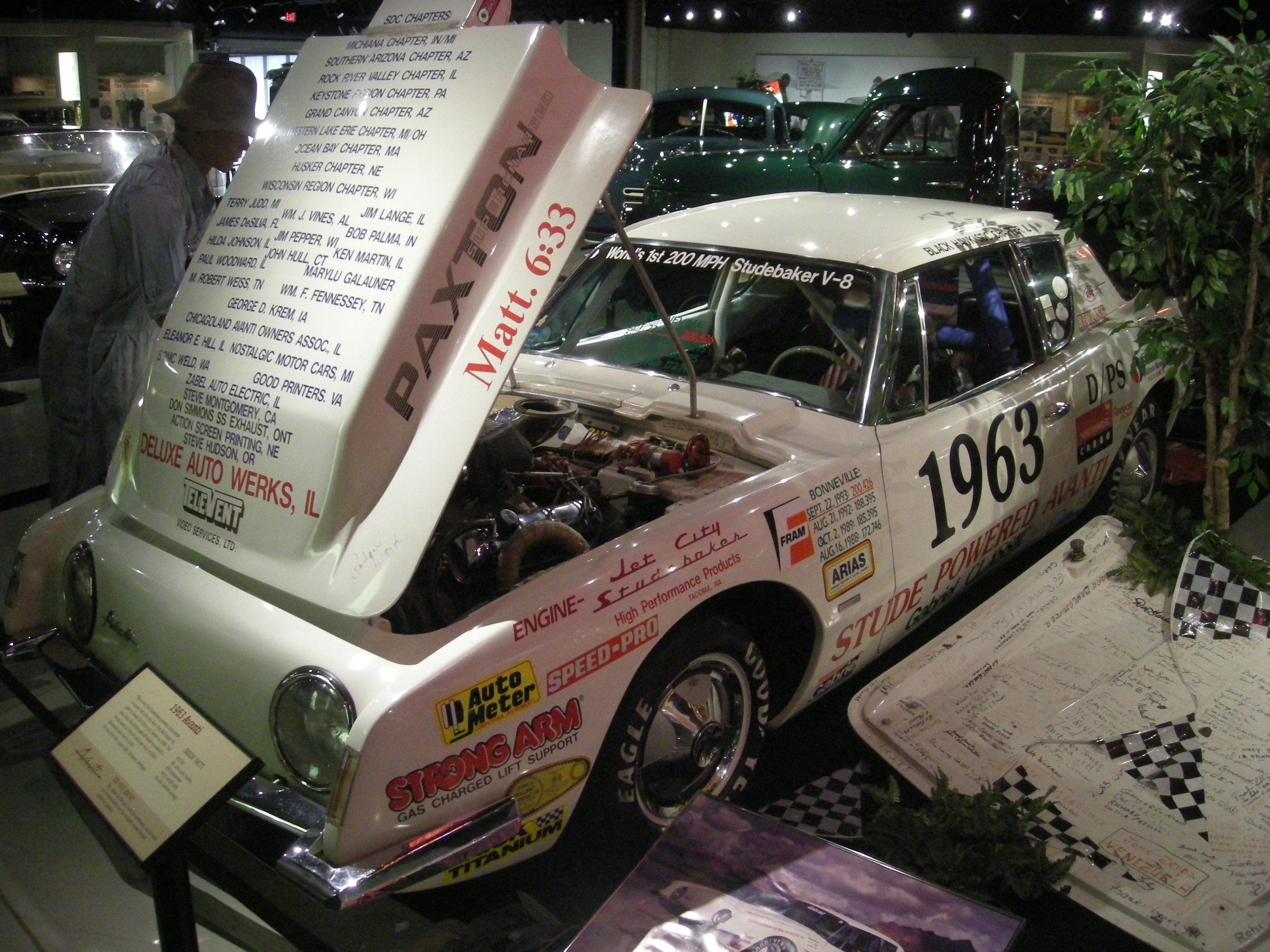
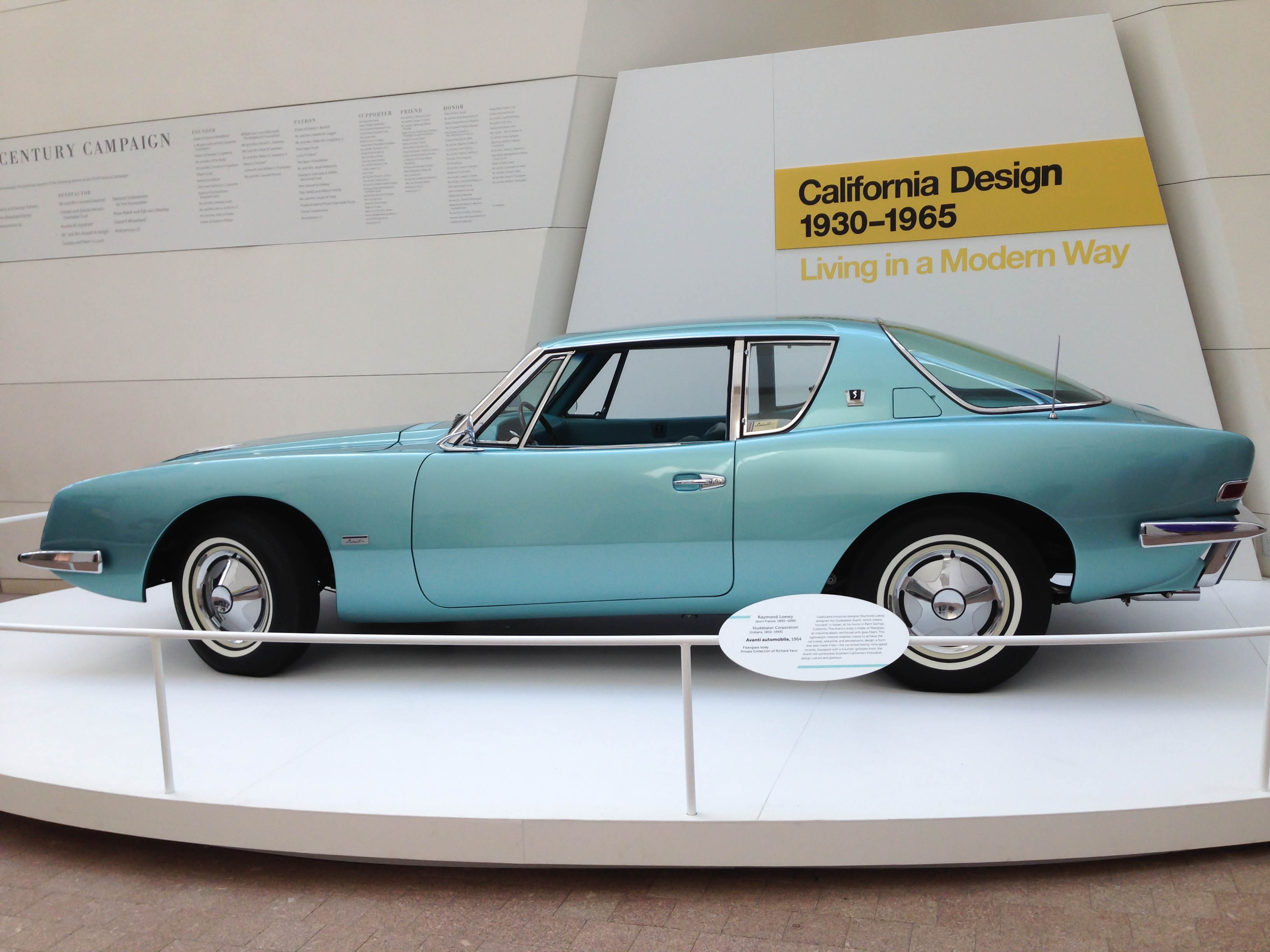
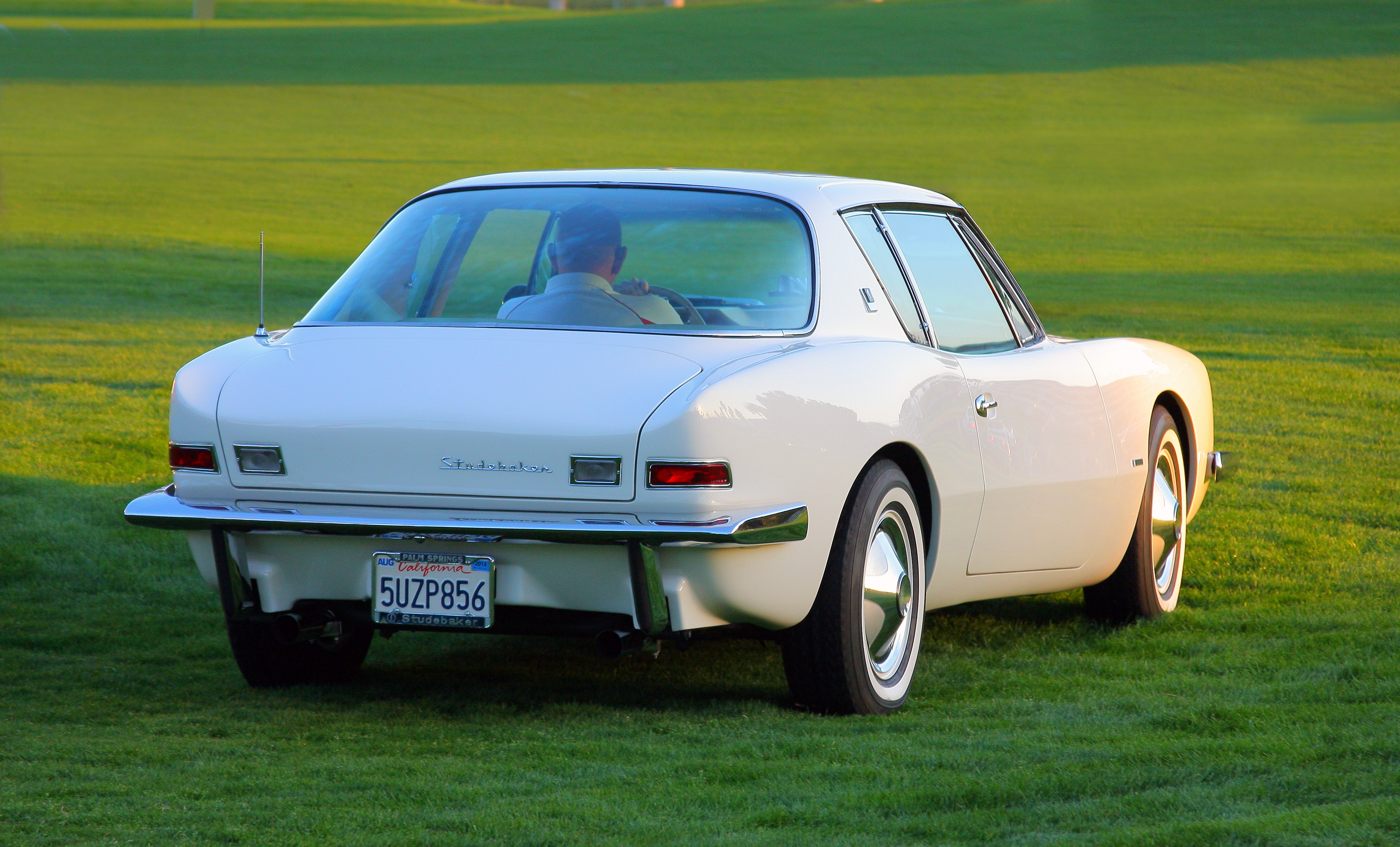
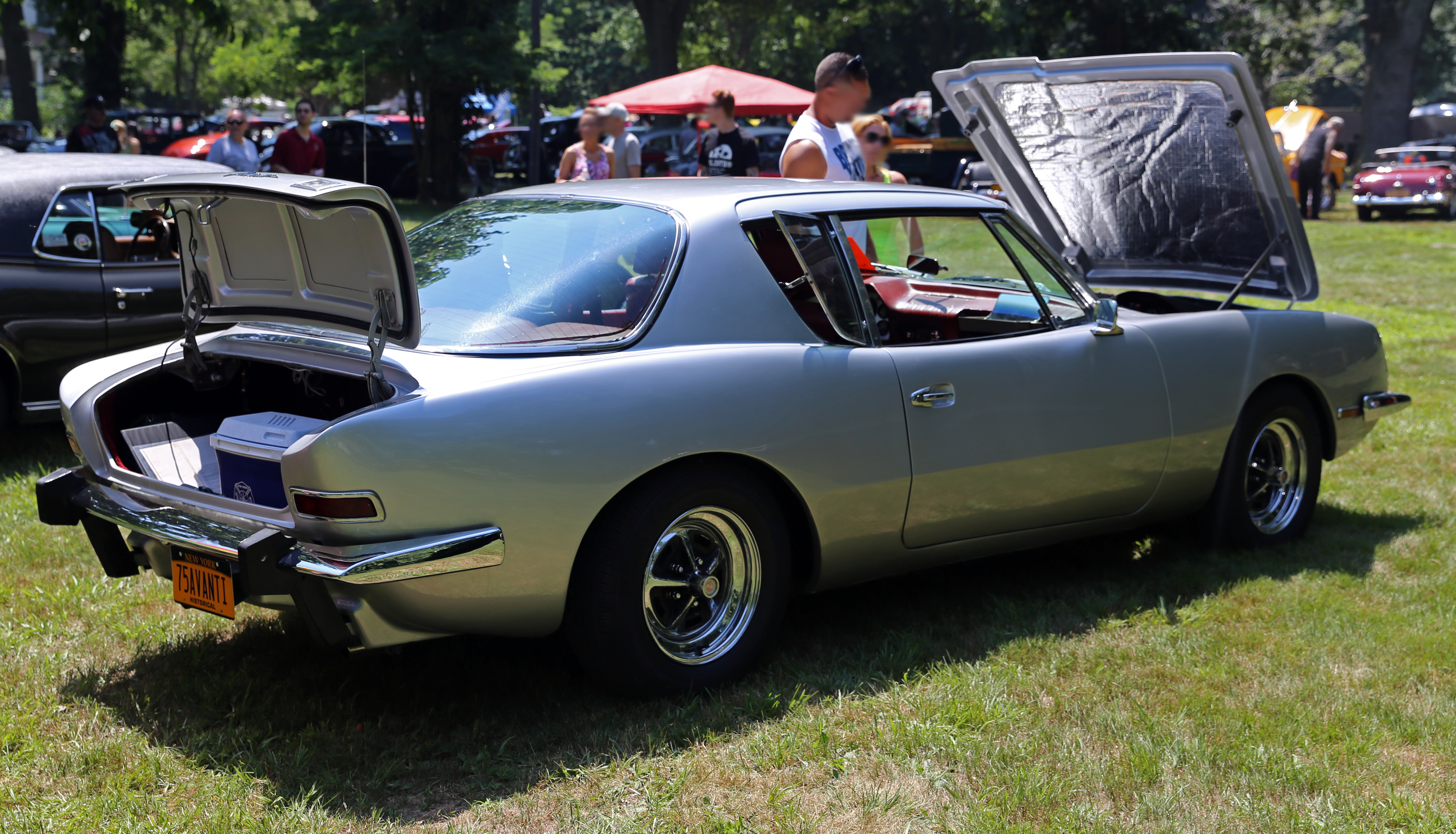
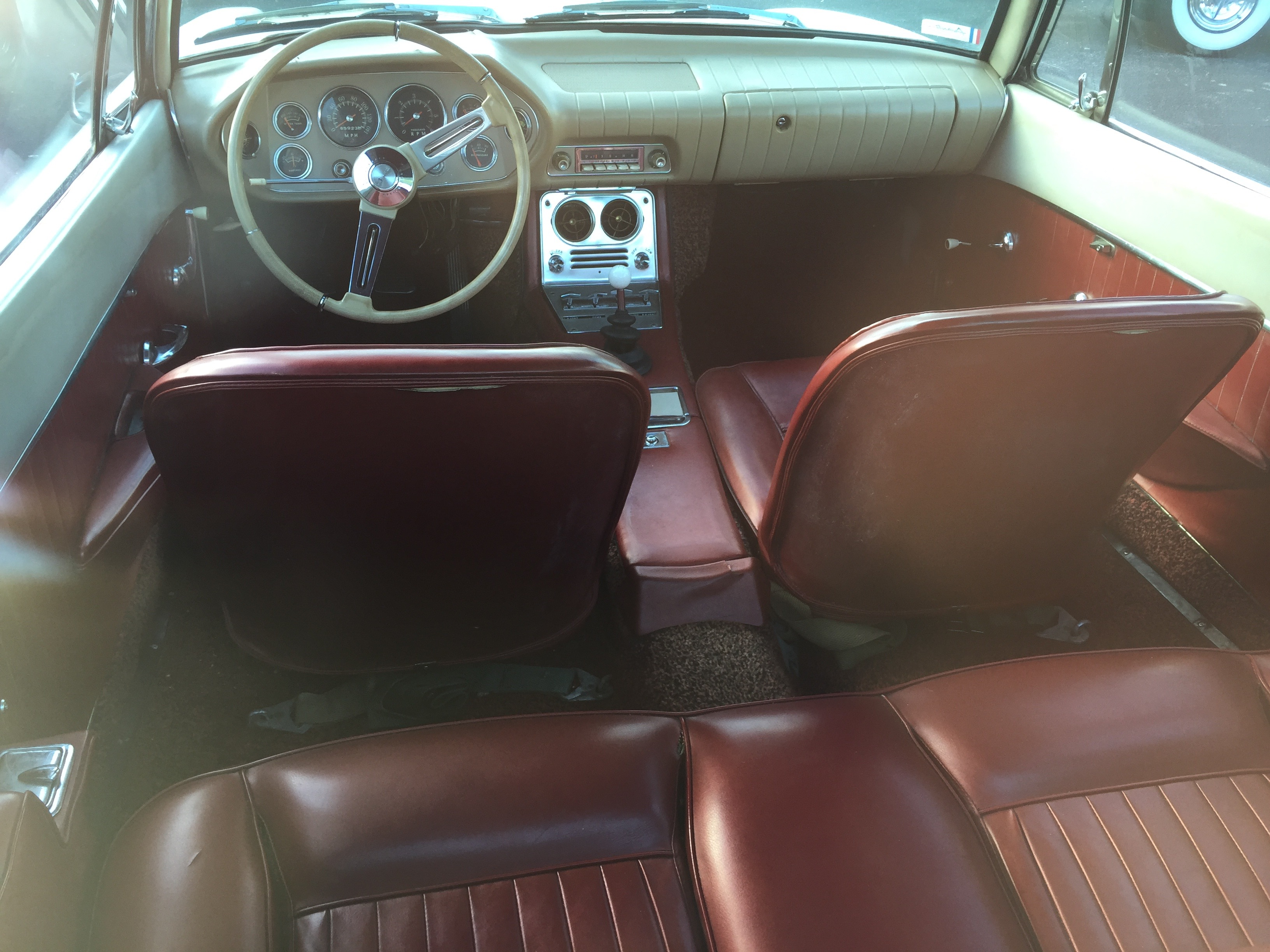
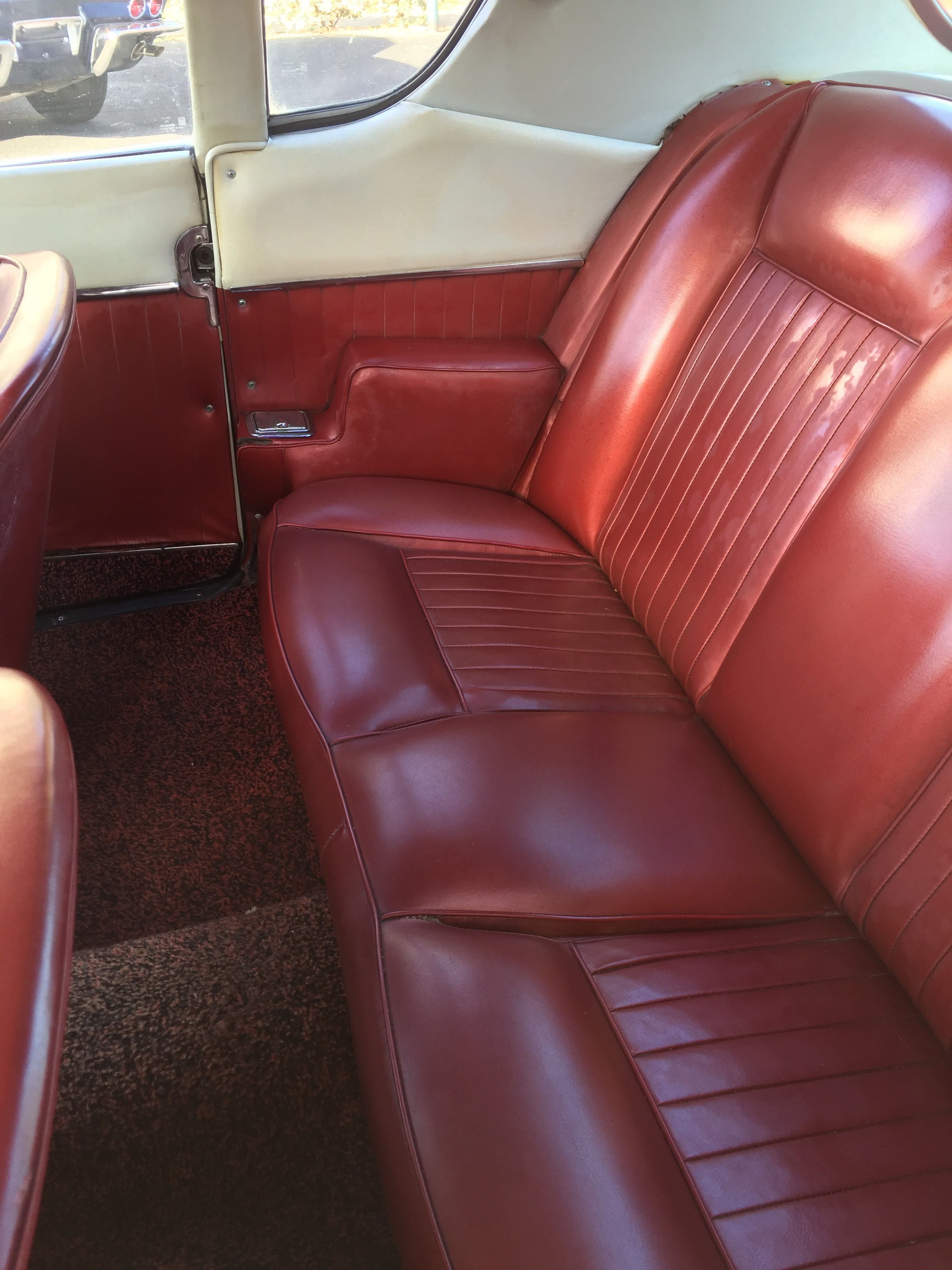